# Comarca Naso Tjër Di
La Comarca Naso Tjër Di es una comarca indígena de Panamá, ubicada al extremo noroeste del país, a orillas del río Teribe y adyacente a la frontera entre Costa Rica y Panamá. La comarca está habitada principalmente por la etnia naso, el cual lo conforman unas 5000 personas. Fue creada el 4 de diciembre de 2020 a partir de territorio segregado de la Provincia de Bocas Del Toro y tiene una extensión de 1606,16 km², de los cuales 1468,63 km² (un 91% del territorio) son áreas protegidas del parque internacional La Amistad y el bosque protector de Palo Seco.

## Historia
El pueblo naso, a través de su rey, ha estado reclamando en los últimos años la conformación de una comarca indígena, al ver que las demás etnias indígenas en Panamá tenían conformadas las suyas, y también como una forma de proteger la identidad cultural de dicha etnia.
El 25 de octubre de 2018, la Asamblea Nacional de Panamá aprobó el proyecto de ley 656 que creaba la comarca; sin embargo, el presidente de Panamá en ese entonces, Juan Carlos Varela, lo vetó el 14 de diciembre de ese mismo año tomando en cuenta las preocupaciones de sectores ambientalistas de que en una zona protegida no puede erigirse una comarca indígena y que pudiera estar en conflicto con los artículos 4 y 120 de la Constitución de Panamá.
El caso fue llevado a la Corte Suprema de Justicia de Panamá, donde el 12 de noviembre de 2020 emitió un fallo indicando que el proyecto de ley no entra en conflicto con la Constitución y además agregó que el pueblo naso es uno de los siete pueblos indígenas que ancestralmente han habitado en Panamá, dando luz verde a la creación de la comarca.
El 4 de diciembre el presidente de Panamá, Laurentino Cortizo Cohen, sancionó la Ley 188, permitiendo así la creación de la nueva comarca.

## División política
La capital de la comarca es la comunidad de Sieyic, donde se encuentra asentado el rey naso.
La comarca lo conforma el distrito especial Naso Tjër Di, y a su vez está dividido en tres corregimientos:
- Teribe
- San San Drui
- Bonyik